# Ławy Drwęczne
Ławy Drwęczne – osada w Polsce położona w województwie kujawsko-pomorskim, w powiecie brodnickim, w gminie Zbiczno. Osada lokowana w roku 1738 jako osiedle królewskie.
W latach 1975–1998 miejscowość administracyjnie należała do województwa toruńskiego.